# Ulrich Schmalz
Pour les articles homonymes, voir Schmalz.
Ulrich Schmalz (né le 26 août 1939 à Wissen) est un homme politique allemand (CDU).

## Biographie
Il est membre de l'Union chrétienne-démocrate d'Allemagne depuis 1962. De 1971 à 1990, il est membre du Landtag de Rhénanie-Palatinat. Il est membre du Bundestag du 20 décembre 1990 au 26 octobre 1998 (deux mandats). Il est élu par mandat direct en Rhénanie-Palatinat. Là, il est membre de la commission des affaires étrangères ainsi que des commissions du tourisme et de la coopération économique. De 1999 à 2016, il est consul honoraire de Rhénanie-Palatinat pour l'Islande .
En 1987, il est fait officier de l'ordre du Mérite de la République fédérale d'Allemagne.